# キャサリン三世
『キャサリン三世』（キャサリンさんせい）は、2012年10月9日から2013年9月24日まで、関西テレビが制作し、フジテレビ系列の「COOL TV」枠内で、毎週火曜日の23:00 - 23:30（JST）に放送されていたトークバラエティ番組である。
前身であり、2012年4月17日から9月11日まで「バラパラ」火曜日内で放送してきた『キャサリン』についても、当項目で解説する。

## 概要
関西テレビは2004年4月から8年間『グータンヌーボ』を始めとする『グータン』シリーズを放送してきたが、2012年3月で終了することになったため、後番組として『キャサリン』を始めることにした。これと同時に、『バラパラ』の関西テレビ制作枠（花王筆頭のスポンサー枠も含め）が水曜日から火曜日に移動となり、22:54からのミニ番組枠を挟んで22時台の連続ドラマから関西テレビの制作枠が連続する編成となる。
パーソナリティーを務める観月ありさは、これまでもバラエティー番組でのゲスト・準レギュラーの出演はあるが、主演（司会）を担当するのは初である。また在阪局製作の番組へのレギュラー出演は2007年の『鬼嫁日記・いい湯だな』（関西テレビ制作のドラマ）以来である。また共演の又吉直樹(ピース)は本番組が在阪局制作番組初レギュラーで、きゃりーぱみゅぱみゅの地上波テレビ番組初レギュラーでもある。
タイトルに採用された「キャサリン」は、「純粋」という意味を持つギリシア語の「カタロス」が語源となっており、「“純粋”に“ピュア”に視聴者に楽しんでもらえる番組を!」という意味合いが込められている。
コーナーにおけるテーマ曲で使われたBGMは『クロスファイト ビーダマン』のオープニング曲のイントロで使用されていたが、『キャサリン三世』に改題してからは『クロスファイト ビーダマンeS』のオープニング曲のイントロで使用されるようになり、末期では『ビーストサーガ』のオープニング曲のイントロが使われるようになった。
2012年10月9日より、『キャサリン三世』へと改題・リニューアルしたが、2013年9月24日を以って終了した。

## 出演者
- 観月ありさ
- 又吉直樹（ピース）
- きゃりーぱみゅぱみゅ

## コーナー
原則、観月・又吉・きゃりーの中から週替わりで1名がその回のMC役を務め、トーク企画を行ったロケVTRを放送する。
毎回1組のゲストとそのゲストと関係性のある芸能人1 - 2名を迎え、アイテムを用いたトーク企画でそのゲストのリアルな素顔を引き出す。
リアルプロフィール（2012年4月 - 2013年1月）
ランダムで選ばれた項目に答え、そのゲストのリアルなプロフィールを作成していく。
アルティメットジャッジ（2012年5月 - 6月）
ゲストに究極の2択の質問をぶつけ、その回答を掘り下げていく。
ルーレット（2012年5月 - 7月）
1人ずつ順番にルーレットを回してもらい、止まった数字に書かれているテーマについて、ルーレットをした人が解答。
キャサリンズ バー（2012年6月 - 8月）
男性（女性）ゲストが日頃から抱いている女性（男性）の謎にMCが解答。
見た目OK男子GP（2012年8月 - 2013年8月）
街で見つけたオシャレ男子数十人の中から恋愛対象になりえる男子をひとり決定。
勝手にともだちプラン（2012年10月）
ゲストのリア友が考えた、ゲストの普段テレビで見る事が出来ないリアルな姿を見られるプラン。
ともだちデッサン（2012年11月 - 12月）
お互いの似顔絵を描き合う事によって新たな一面を再発見し、真のリア友へ。
見た目OK女子GP（2012年11月 - 2013年8月）
- 見た目OKリゾート女子GP（2013年7月23日）
- 見た目OK究極女子GP（2013年8月13日）

街で見つけた一般女性やモデル数十人の中から「一番カワイイ女子」をひとり決定。
トモダチ相性100%（2012年12月 - 2013年1月）
ゲストの3人には事前に同じ100個の2択アンケート出題、3人の「共通点」「相違点」を見ながら同じ解答の数を相性として発表。
東京一人暮らし女子 部屋OKぐらんぷり（2013年2月 - 4月）
3人の東京一人暮らし女子の部屋を順に、男目線でチェックしていく。3軒チェックした後、ゲストが「男が好きな女子の部屋No.1」を決定。
お弁当OK女子GP（2013年5月 - 9月）
女性ゲストが「好きな人のために」をテーマに作ったお弁当を男性ゲストが試食、最も男受けのいい「お弁当OK女子GP」を決定。
お弁当OK男子GP（2013年8月 - 9月）
男性ゲストが「彼女のために作る」をテーマに作ったお弁当を女性ゲストが試食、最も女子受けのいい「お弁当OK男子GP」を決定。
すっぴんOK女子GP（2013年8月 - 9月）
男性ゲストがメイクを落としてすっぴんになる女性を覗き見、自分が一番グッとくる「すっぴんOK女子」を決定。

### 単発コーナー
- キャサリンズ・ダイアグラム（2012年5月29日・6月5日）
- ちょい罰トーク（2012年7月10日）
- キャサリンズ ママさん（2012年7月17日）
- 立ち飲み女子会（2012年7月24日）
- キャサリンズ イメージ（2012年7月31日）
- 女子ドライブ（2012年8月28日）
- 理想男子プロフィール（2012年10月16日）
- 私物フリーマーケット対決!（2013年2月5日）
- 教えて!女装先生（2013年3月5日）
- モデルが答える モデルの悩み相談（2013年3月12日）
- 男たちのプレッシャーバトル（2013年3月19日）
- フェイバリット5連単（2013年4月23日）[注釈 3]
- センバツ お気に入りグランプリ（2013年5月7日）
- 見た目OKシェフGP（2013年7月9日）
- プレゼントOK男子GP（2013年9月24日）

## ネット局と放送時間
| 放送対象地域   | 放送局                   | 系列                                         | 放送日時                      | 備考       | 再放送                        |
| -------------- | ------------------------ | -------------------------------------------- | ----------------------------- | ---------- | ----------------------------- |
| 近畿広域圏     | 関西テレビ (KTV)         | フジテレビ系列                               | 火曜 23:00 - 23:30            | 制作局     | なし                          |
| 北海道         | 北海道文化放送 (uhb)     | フジテレビ系列                               | 火曜 23:00 - 23:30            | 同時ネット | なし                          |
| 岩手県         | 岩手めんこいテレビ (mit) | フジテレビ系列                               | 火曜 23:00 - 23:30            | 同時ネット | なし                          |
| 宮城県         | 仙台放送 (OX)            | フジテレビ系列                               | 火曜 23:00 - 23:30            | 同時ネット | なし                          |
| 秋田県         | 秋田テレビ (AKT)         | フジテレビ系列                               | 火曜 23:00 - 23:30            | 同時ネット | なし                          |
| 山形県         | さくらんぼテレビ (SAY)   | フジテレビ系列                               | 火曜 23:00 - 23:30            | 同時ネット | なし                          |
| 福島県         | 福島テレビ (FTV)         | フジテレビ系列                               | 火曜 23:00 - 23:30            | 同時ネット | なし                          |
| 関東広域圏     | フジテレビ (CX)          | フジテレビ系列                               | 火曜 23:00 - 23:30            | 同時ネット | なし                          |
| 新潟県         | 新潟総合テレビ (NST)     | フジテレビ系列                               | 火曜 23:00 - 23:30            | 同時ネット | 火曜 1:05 - 1:35 （月曜深夜） |
| 長野県         | 長野放送 (NBS)           | フジテレビ系列                               | 火曜 23:00 - 23:30            | 同時ネット | なし                          |
| 静岡県         | テレビ静岡 (SUT)         | フジテレビ系列                               | 火曜 23:00 - 23:30            | 同時ネット | なし                          |
| 富山県         | 富山テレビ (BBT)         | フジテレビ系列                               | 火曜 23:00 - 23:30            | 同時ネット | なし                          |
| 石川県         | 石川テレビ (ITC)         | フジテレビ系列                               | 火曜 23:00 - 23:30            | 同時ネット | なし                          |
| 福井県         | 福井テレビ (FTB)         | フジテレビ系列                               | 火曜 23:00 - 23:30            | 同時ネット | なし                          |
| 中京広域圏     | 東海テレビ (THK)         | フジテレビ系列                               | 火曜 23:00 - 23:30            | 同時ネット | なし                          |
| 島根県・鳥取県 | 山陰中央テレビ (TSK)     | フジテレビ系列                               | 火曜 23:00 - 23:30            | 同時ネット | なし                          |
| 岡山県・香川県 | 岡山放送 (OHK)           | フジテレビ系列                               | 火曜 23:00 - 23:30            | 同時ネット | なし                          |
| 広島県         | テレビ新広島 (TSS)       | フジテレビ系列                               | 火曜 23:00 - 23:30            | 同時ネット | なし                          |
| 愛媛県         | テレビ愛媛 (EBC)         | フジテレビ系列                               | 火曜 23:00 - 23:30            | 同時ネット | なし                          |
| 高知県         | 高知さんさんテレビ (KSS) | フジテレビ系列                               | 火曜 23:00 - 23:30            | 同時ネット | なし                          |
| 福岡県         | テレビ西日本 (TNC)       | フジテレビ系列                               | 火曜 23:00 - 23:30            | 同時ネット | なし                          |
| 佐賀県         | サガテレビ (STS)         | フジテレビ系列                               | 火曜 23:00 - 23:30            | 同時ネット | 月曜 15:27 - 15:56            |
| 長崎県         | テレビ長崎 (KTN)         | フジテレビ系列                               | 火曜 23:00 - 23:30            | 同時ネット | なし                          |
| 熊本県         | テレビくまもと (TKU)     | フジテレビ系列                               | 火曜 23:00 - 23:30            | 同時ネット | なし                          |
| 鹿児島県       | 鹿児島テレビ (KTS)       | フジテレビ系列                               | 火曜 23:00 - 23:30            | 同時ネット | なし                          |
| 沖縄県         | 沖縄テレビ (OTV)         | フジテレビ系列                               | 火曜 23:00 - 23:30            | 同時ネット | なし                          |
| 大分県         | テレビ大分 (TOS)         | 日本テレビ系列 フジテレビ系列                | 月曜 16:20 - 16:50            | 13日遅れ   | なし                          |
| 青森県         | 青森朝日放送 (ABA)       | テレビ朝日系列                               | 金曜 0:15 - 0:45 （木曜深夜） | 16日遅れ   | なし                          |
| 宮崎県         | テレビ宮崎 (UMK)         | フジテレビ系列 日本テレビ系列 テレビ朝日系列 | 火曜 14:58 - 15:27            | 14日遅れ   | なし                          |

## エンディング曲
- きゃりーぱみゅぱみゅ「CANDY CANDY」[5]（2012年4月 - 9月）
- Juliet「ラブ・ラブ・ラブ」（2012年10月 - 12月）
- 東方神起「I Know」（2013年1月 - 3月）
- Silent Siren「Remember」（2013年4月 - 6月）
- 今井絵理子「アイのうた」（2013年7月 - 9月）

## スタッフ
- ナレーター：三石琴乃
- 構成：桜井慎一、すずきB、藤井靖大
- TP：深谷高史
- SW：岩田一巳
- CAM：木俣希
- MIX：松原瑞貴
- VE：土井理沙
- LD：谷口明美
- ロケ技術
  - CAM：神尾淳
  - VE：柳沼修
  - AUD：田中宏彰、田中絵美
  - LD：根建勝広
- 美術プロデューサー：柴田慎一郎
- デザイン：飯塚洋行
- 美術進行：矢野雄一郎、林政之
- CG：Vision
- 音楽：松下俊彦（ラビットムーンオフィス）
- TK：南田めぐみ
- 編集：伊藤宏治、林芳宗
- MA：大木久雄
- 協力：ニユーテレス、スウィッシュ・ジャパン、fmt（旧FLT）、プログレッソ、フジアール、IMAGICA
- 編成：尾上太基（関西テレビ）
- 宣伝：北村友香理（関西テレビ）
- AP：志水大介、今井真木子
- ディレクター：板垣忠彦、鷹中亮介、佐々部龍太
- 演出：鎗野貴生
- プロデューサー：南知宏[1]（関西テレビ）、小西寛
- 演出・プロデューサー：小寺健太（関西テレビ）、工藤浩之
- 制作協力：K-max
- 制作著作：関西テレビ